# Slajd

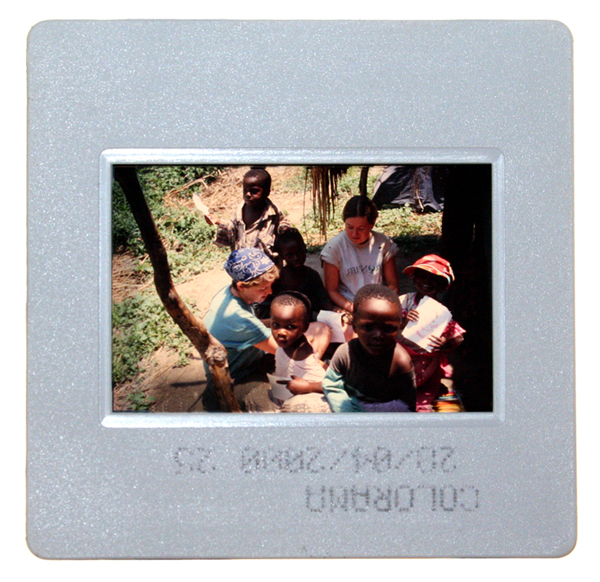
Slajd

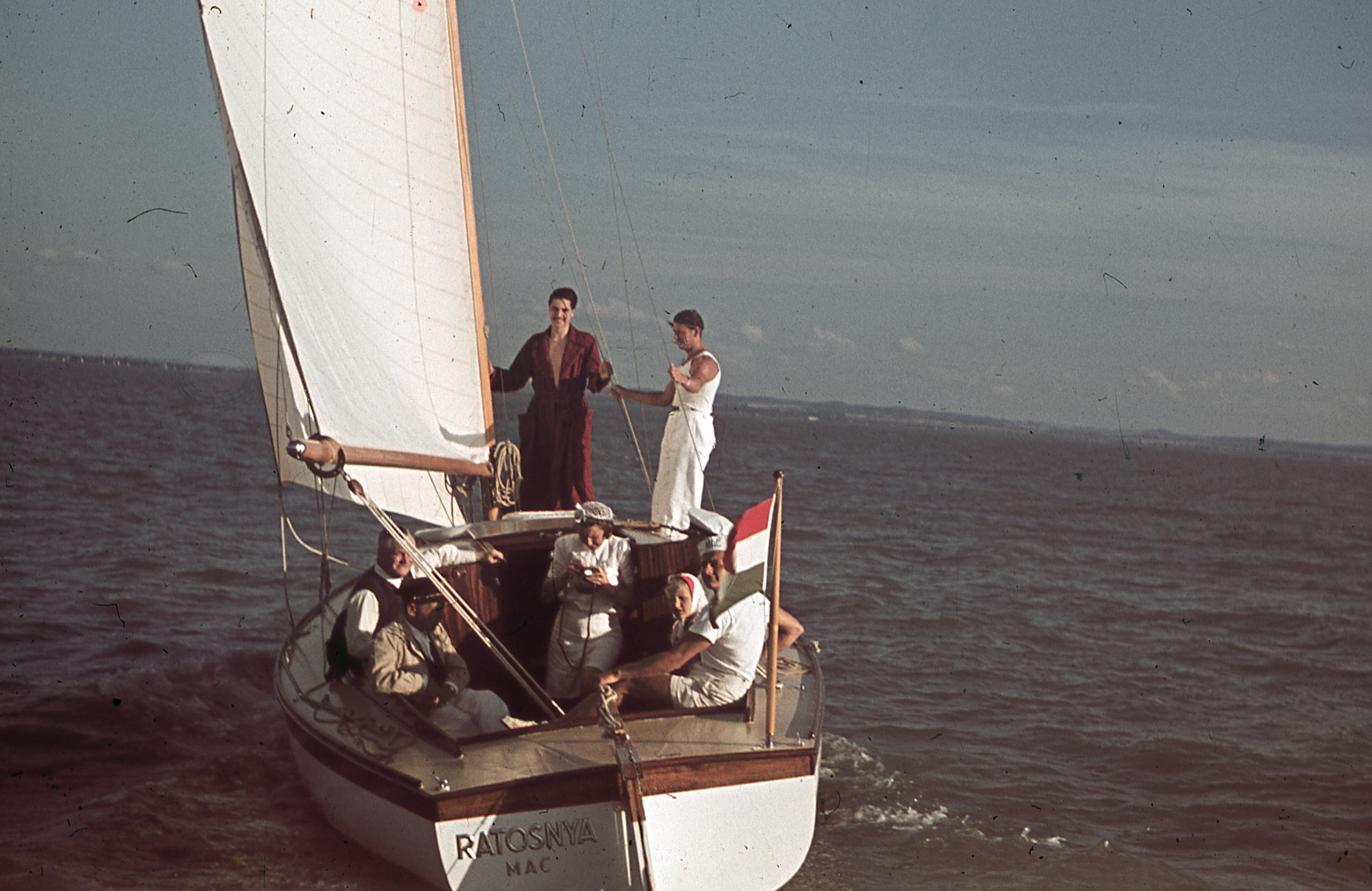
Slajd Agfacolor z 1939

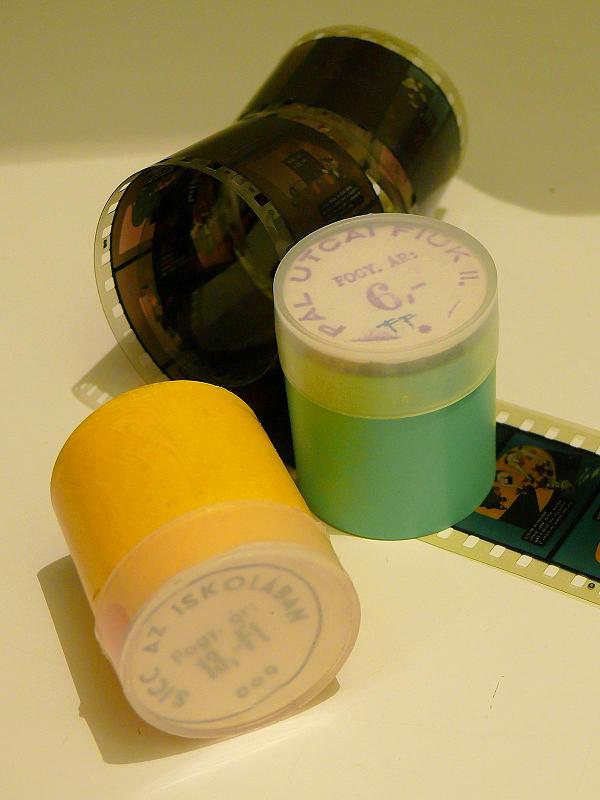
Przeźrocze i charakterystyczne dla niego opakowania

Przezrocze, slajd (ang. slide) – diapozytyw fotograficzny uzyskany jako obraz pozytywowy na materiale przezroczystym (dawniej wyłącznie światłoczułym), przeznaczony do oglądania w prześwicie (pod światło) lub za pomocą diaskopu (rzutnika) na większej powierzchni (np. ekranie).
Przezrocze charakteryzuje się wysoką jakością odwzorowania rzeczywistości oraz bardzo dużym nasyceniem barw.  Przed okresem techniki cyfrowego rejestrowania obrazów przezrocze było podstawowym nośnikiem obrazu wykorzystywanym dla potrzeb poligrafii. Przewyższało ono znacznie swą jakością materiały negatywowe.  
Obecnie wielkoformatowe przezrocza są wykorzystywane powszechnie jako podświetlane reklamy, wykonywane metodą poligraficzną na materiałach przezroczystych lub częściowo matowych. Stosowane są również nadal jako podstawowy nośnik przekazu np. w diaporamie. 
W niektórych środowiskach (np. akademickich) terminem slajd określano także specjalną folię, na której rysowano rozmaite elementy, a następnie wyświetlano je na ekranie za pomocą diaskopu lub epidiaskopu, jako pomoc w prezentacji tematu.

## Systemy komputerowe
Obecnie znaczenie słowa slajd poszerzono o zastosowanie w systemach komputerowych; we współczesnej grafice prezentacyjnej, jako podstawowy element prezentacji i animacji komputerowej, w tym w technologii flash. Jest odpowiednikiem pojedynczej klatki w filmie.
Prezentacja składa się z sekwencji slajdów zawierających tekst, ilustracje, listy zagadnień, diagramy i wykresy, dźwięk i wideo. Jest wyświetlana na ekranie przez czas zdefiniowany uprzednio przez autora pokazu lub zależnie od jego doraźnych potrzeb (ręczna zmiana slajdu). Slajd wyświetlany w trakcie pokazu „na żywo” jest podstawą komentarza słownego prelegenta, który rozszerza zagadnienia naszkicowane w tymże slajdzie.